# Amphidrina jordana
Amphidrina jordana là một loài bướm đêm trong họ Noctuidae.